# Rob Blokzijl
Robert (Rob) Blokzijl (Amsterdam, 21 oktober 1943 – Roggel, 1 december 2015) was een Nederlands natuurkundige en informaticus werkzaam bij Nikhef, het Nationaal Instituut voor Subatomaire Fysica in Nederland. Hij was een van de vroege pioniers van het internet. Hij was 25 jaar voorzitter van Réseaux IP Européens, een samenwerkingsverband van internet netwerken waar over operationele, technische en beleidsonderwerpen kennis wordt gedeeld.

## Biografie
Blokzijl studeerde experimentele natuurkunde aan de Universiteit van Amsterdam (UvA) waar hij in 1977 promoveerde. Later was hij actief in de aanleg van netwerken voor de deeltjesfysica-gemeenschap in Europa. Hij was mede-oprichter en voorzitter van RIPE. Ook was hij werkzaam bij het CERN, de Conseil Européen pour la Recherche Nucléaire in Genève. Vanaf de opkomst van het internet in de jaren tachtig was Blokzijl actief betrokken bij de ontwikkeling, maar vooral de organisatie van technische infrastructuur achter het internet.
Hij was betrokken bij de oprichting van zowel RIPE (Réseaux IP Européens) als de Amsterdam Internet Exchange. RIPE is een Europees open forum voor IP-netwerken en (via RIPE-NCC) verantwoordelijk voor de uitgifte van IP-adressen in Europa en het Midden-Oosten. In 2013 trad hij terug als voorzitter van RIPE, nadat hij deze organisatie 25 jaar vanaf de oprichting had gediend. Hij benoemde Hans Petter Holen als zijn opvolger.

## Onderscheidingen
In 2010 werd Blokzijl geridderd in de Orde van Oranje-Nassau. Tijdens de 93e IEFT-bijeenkomst in 2015 werd hij onderscheiden met ISOC Johathan B. Postal Service Award. Blokzijl overleed op 1 december 2015 op 72-jarige leeftijd. In 2021 werd hij opgenomen in de Internet Society Hall of Fame. 